# Rheum platylobum
Rheum platylobum är en slideväxtart som beskrevs av K. H. Rechinger. Rheum platylobum ingår i släktet rabarbersläktet, och familjen slideväxter. Inga underarter finns listade i Catalogue of Life.